# Masonic Temple (Chicago)
Der Masonic Temple (Freimaurertempel) war ein Chicagoer Wolkenkratzer aus dem Jahre 1892, der das damalige, bis in die 1920er-Jahre bestehende Höhenlimit der städtischen Bauordnung maximal ausnützte. Der Wolkenkratzer wurde rechtzeitig für die Chicagoer Weltausstellung fertiggestellt und war, nimmt man den höchstgelegenen nutzbaren Raum als Maßstab, mit 92 m Höhe eine kurze Zeit lang das höchste Gebäude der Welt. Er stand an der Ecke Randolph Street und State Street und wurde durch die Architekturfirma Burnham & Root errichtet.
Nachdem im Jahr 1895 der Uhrenturm des (ursprünglich höheren) Chicago Board of Trade Buildings entfernt worden war, wurde der Masonic Temple zum höchsten Gebäude der Stadt.

## Beschreibung

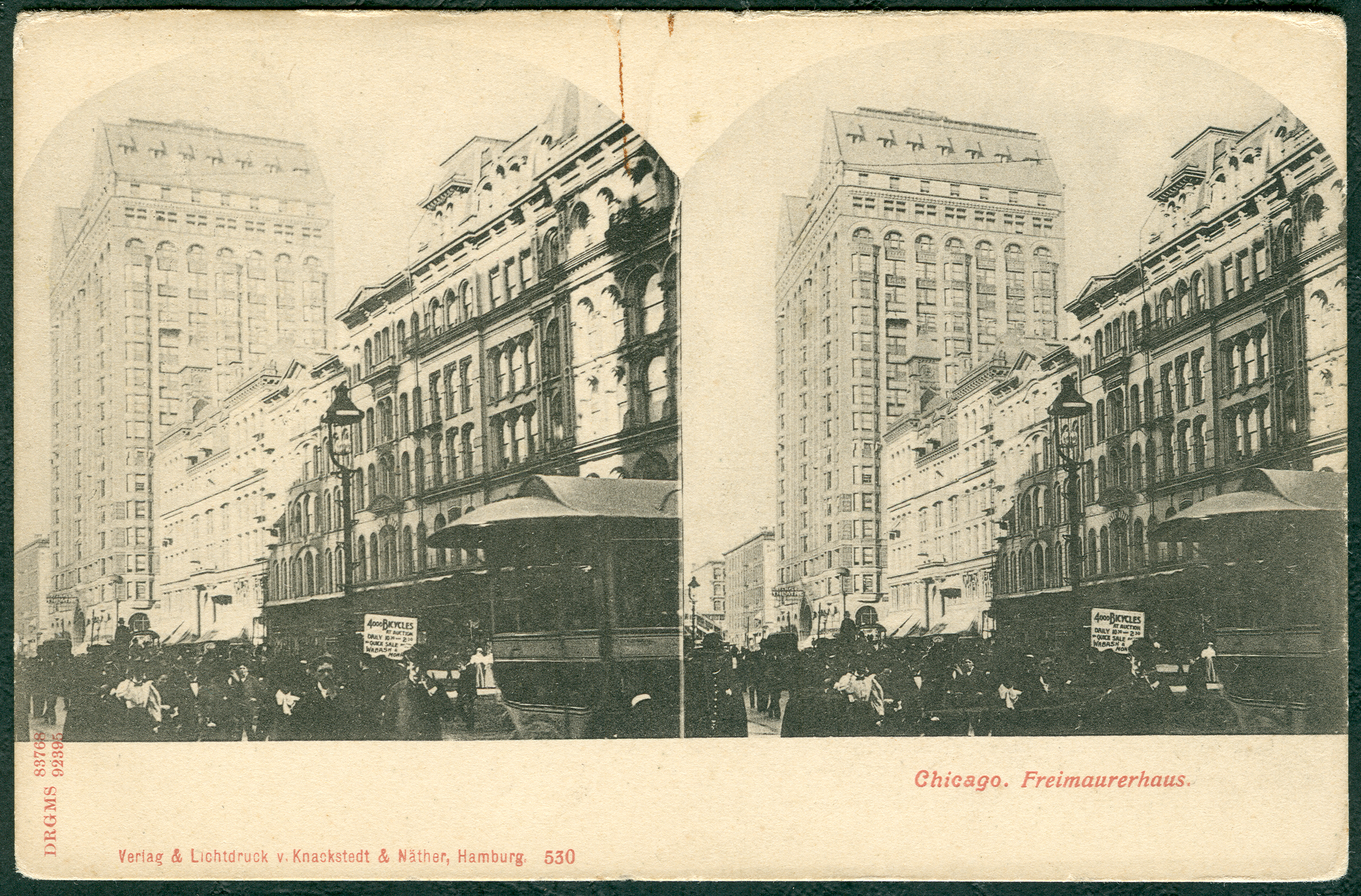
Um 1900: Stereoskopie, im Lichtdruck vervielfältigt;
Ansichtskarte Nr. 530 von Knackstedt & Näther

Das 22-stöckige Gebäude war um einen zentralen Hof angeordnet. Neun Geschosse waren an Geschäfte vermietet, darüber lagen Büroräume. Lediglich die obersten Stockwerke des Gebäudes dienten den Freimaurern als Versammlungsräume.
Dies hatte in erster Linie steuerliche Gründe: Das Einkommensteuerrecht der Vereinigten Staaten erlaubte Glaubensgemeinschaften, Immobilien zu besitzen und diese an Dritte zu vermieten, ohne dadurch als gewerbliche Vermieter zu gelten. Dies führte (nicht nur in Chicago) zur Errichtung verhältnismäßig großer Gebäude, die neben dem eigentlichen Freimaurer-Tempel im Wesentlichen vermietete Büroflächen beherbergten.
Die Räumlichkeiten der Freimaurer wurden auch als Säle für Theater- und ähnliche Veranstaltungen genutzt, was jedoch die Förderkapazität der Aufzüge regelmäßig überforderte. Die kommerzielle Nutzbarkeit der oberen Etagen war dadurch beschränkt.
Im Jahr 1939 begannen die Tunnelbauarbeiten für die U-Bahn-Strecke State Street subway (heute Teil der CTA Red Line). Die Lage des Masonic Temples in unmittelbarer Nähe zum Tunnel hätte es erforderlich gemacht, das Fundament des Gebäudes nachträglich zu modifizieren. Die damit verbundenen Kosten wurden als zu hoch eingeschätzt, sodass der Tempel noch im selben Jahr abgerissen wurde.
Heute befindet sich an seiner Stelle der im Jahr 2008 fertiggestellte Joffrey Tower.